# Vladislav Beltram
Vladislav Beltram, slovenski inženir gozdarstva, * 5. november 1902, Gorica, † 20. december 1986, Ljubljana.

## Življenje in delo
Diplomiral je 1929 na zagrebški kmetijsko-gozdarski fakulteti. Po diplomi je od 1930 služboval kot okrajni gozdar na Braču in opravil obsežna ter uspešna pogozdovanja kraških goličav. Pri tem je uveljavljal nove metode pogozdovanja s sadikami in pomočjo železnih ročnih sadilnikov in tudi s setvijo gozdnega semenja. Po koncu vojne je vodil pogozdovalna dela v Sloveniji, predvsem na Primorskem, nato pa je deloval v upravnih organih za gozdarstvo Ljudske republike Slovenije, predvsem pri vodenju in pogozdovanju Krasa. Bil je pobudnik in zagovornik klasifikacije tal za kmetovanje in gozdarstvo. Objavil je več monografij in preko 100 razprav predvsem v glasilu Gozdarski vestnik.